# 1798
- Wikisource

| Calendário gregoriano                                                        | 1798 MDCCXCVIII                      |
| Ab urbe condita                                                              | 2551                                 |
| Calendário arménio                                                           | 1247 – 1248                          |
| Calendário bahá'í                                                            | -46 – -45                            |
| Calendário budista                                                           | 2342                                 |
| Calendário chinês                                                            | 4494 – 4495 Início a 16 de fevereiro |
| Calendário copta                                                             | 1514 – 1515                          |
| Calendário etíope                                                            | 1790 – 1791                          |
| Calendários hindus - Vikram Samvat - Calendário nacional indiano - Cáli Iuga | 1853 – 1854 1719 – 1720 4898 – 4899  |
| Calendário Holoceno                                                          | 11798                                |
| Calendário islâmico                                                          | 1213 – 1214                          |
| Calendário judaico                                                           | 5558 – 5559                          |
| Calendário persa                                                             | 1176 – 1177                          |
| Calendário rúnico                                                            | 2048                                 |
| Calendário solar tailandês                                                   | 2341                                 |

1798 (MDCCXCVIII, na numeração romana) foi um ano comum do século XVIII do calendário gregoriano, da Era de Cristo, e a sua letra dominical foi G (52 semanas), teve início a uma segunda-feira e terminou também a uma segunda-feira.
| Ano completo                         |
| ------------------------------------ |
| Ano comum com início à segunda-feira |

## Eventos
- Início da Conjuração Baiana, Salvador, Brasil.
- O Estado de Hiderabade torna-se o primeiro estado principesco da Índia britânica.
- Alessandro Volta descobre a eletricidade.
- Thomas Malthus publica sua teoria demográfica, Essay on the Principle of Population.
- 11 de fevereiro — No âmbito das guerras revolucionárias francesas, os franceses ocupam Roma.
- 15 de fevereiro — Proclamação da República Romana. O papa Pio VI abandona Roma e estabelece-se em Valence-sur-Rhône.
- 29 de março — Proclamada a República Helvética.
- 11 de junho — Valeta, capital de Malta e sede da Ordem dos Hospitalários, rendeu-se às forças francesas do Exército do Oriente.
- 12 de junho — No navio L'Orient, da esquadra francesa que transportava o Exército do Oriente, foi assinada a ata da rendição de Malta aos franceses.
- 21 de julho — Batalha das Pirâmides, no âmbito da Campanha do Egito. Vitória das forças francesas sobre as forças egípcias.
- 1 de agosto — Início da Batalha do Nilo.
- 5 de setembro — O Império Otomano declara guerra à França após a invasão do Egito.
- 29 de novembro — Fernando IV de Nápoles declara guerra à França e entra em Roma; o Reino Unido captura a ilha de Minorca.
- 4 de dezembro — A França declara guerra ao Reino de Nápoles.
- 15 de dezembro — A França recaptura Roma e invade o Reino de Nápoles.
- 24 de dezembro — Aliança anglo-russa; firmada a Segunda Coligação contra a França.

## Nascimentos
- 19 de janeiro — Auguste Comte, pai da sociologia (m. 1857).
- 17 de março — Manuel do Monte Rodrigues de Araújo, político e teólogo brasileiro (m. 1863).
- 26 de abril — Eugène Delacroix, pintor romântico francês (m. 1863).
- 29 de junho — Giacomo Leopardi, poeta, ensaísta e filólogo italiano (m. 1837).
- 13 de julho — Carlota da Prússia, imperatriz da Rússia (m. 1860).
- 21 de julho — Jules Michelet, filósofo e historiador francês (m. 1874).
- 12 de outubro — O futuro imperador Pedro I do Brasil (Pedro IV de Portugal) nasce em Queluz.
- 2 de dezembro — António Luís de Seabra, jurisconsulto e magistrado judicial português (m. 1895).
- 4 de dezembro — Jules Dufaure, político francês (m. 1881).

## Mortes
- 4 de junho — Giacomo Casanova, escritor e aventureiro italiano (n. 1725).[1]
- 4 de dezembro — Luigi Galvani, médico, investigador, físico e filósofo italiano.

## Por tema
- 1798 na ciência
- 1798 no desporto
- 1798 na literatura